# Sanctuaire Madonna di San Luca (Bologne)
Le sanctuaire de la Madone de San Luca (Santuario della Madonna di San Luca en italien) est une basilique située à Bologne, en Italie du Nord, au col de la Guardia, dans une colline boisée à 280 m au-dessus de la plaine, juste au sud-ouest du centre historique de la ville.

## Présentation

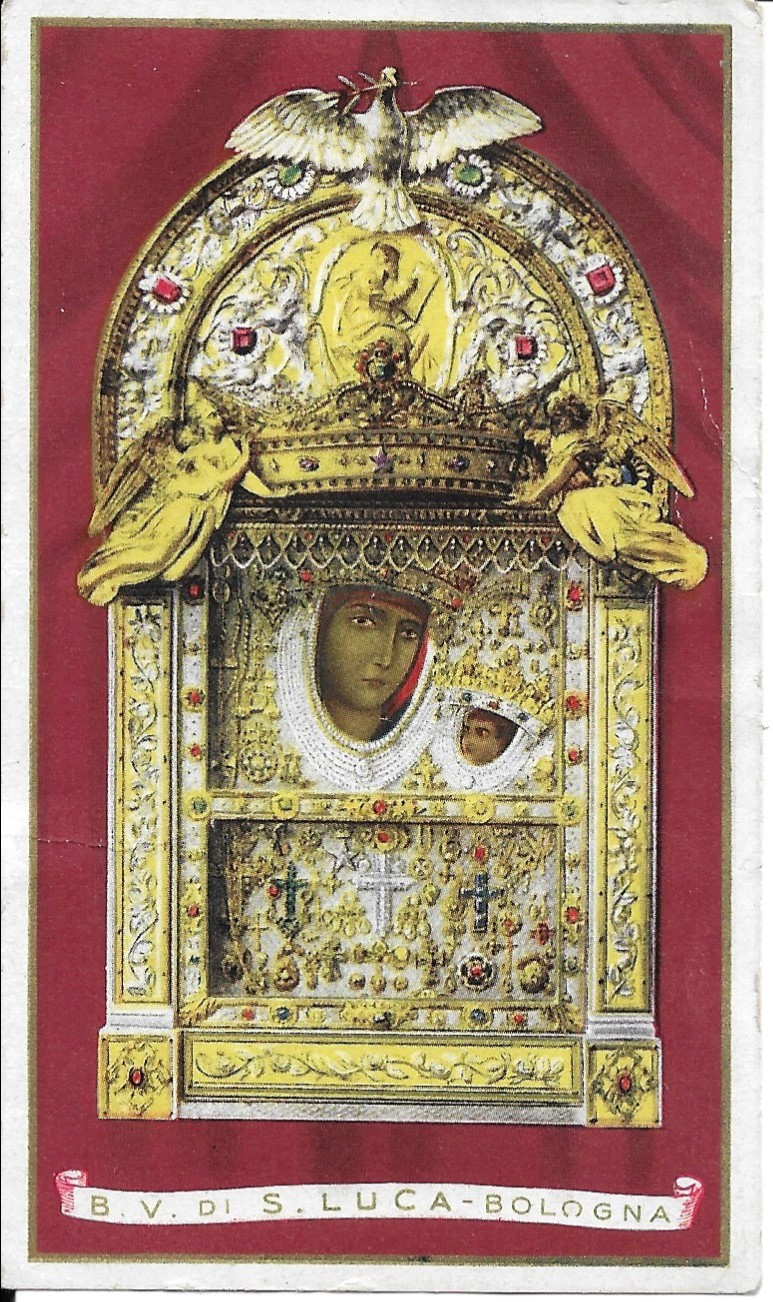
L'icône du sanctuaire.

Le sanctuaire est bâti pour abriter une icône miraculeuse de la Vierge. Elle aurait été peinte par l'évangéliste Luc. Une église ou une chapelle existait au sommet de la colline pendant environ un millénaire. L'église actuelle a été construite en 1723 sur les plans de Carlo Francesco Dotti. 
Les tribunes latérales externes ont été construites par Giovanni Giacomo, fils de Carlo Dotti qui a utilisé les plans de son père. Le sanctuaire contient des œuvres de Domenico Pestrini, Donato Creti (2e chapelle à droite), Guido Reni (Assomption en troisième autel à droite), Giuseppe Mazza dans la chapelle de saint Antoine de Padoue, Vittorio Bigari (fresques), et Giovan Francesco Barbieri Guercino (sacristie).
Si une route mène maintenant vers le sanctuaire, il est également possible de l'atteindre en traversant une longue arcade monumentale couverte de 3,5 km, le Portico di San Luca, composée de 666 arches, qui a été construite de 1674 à 1793. Elle a été conçue pour protéger l'icône pendant la procession sur la colline. 
Une procession annuelle part de la cathédrale de Bologne située dans le centre-ville vers le sanctuaire en empruntant cette voie.

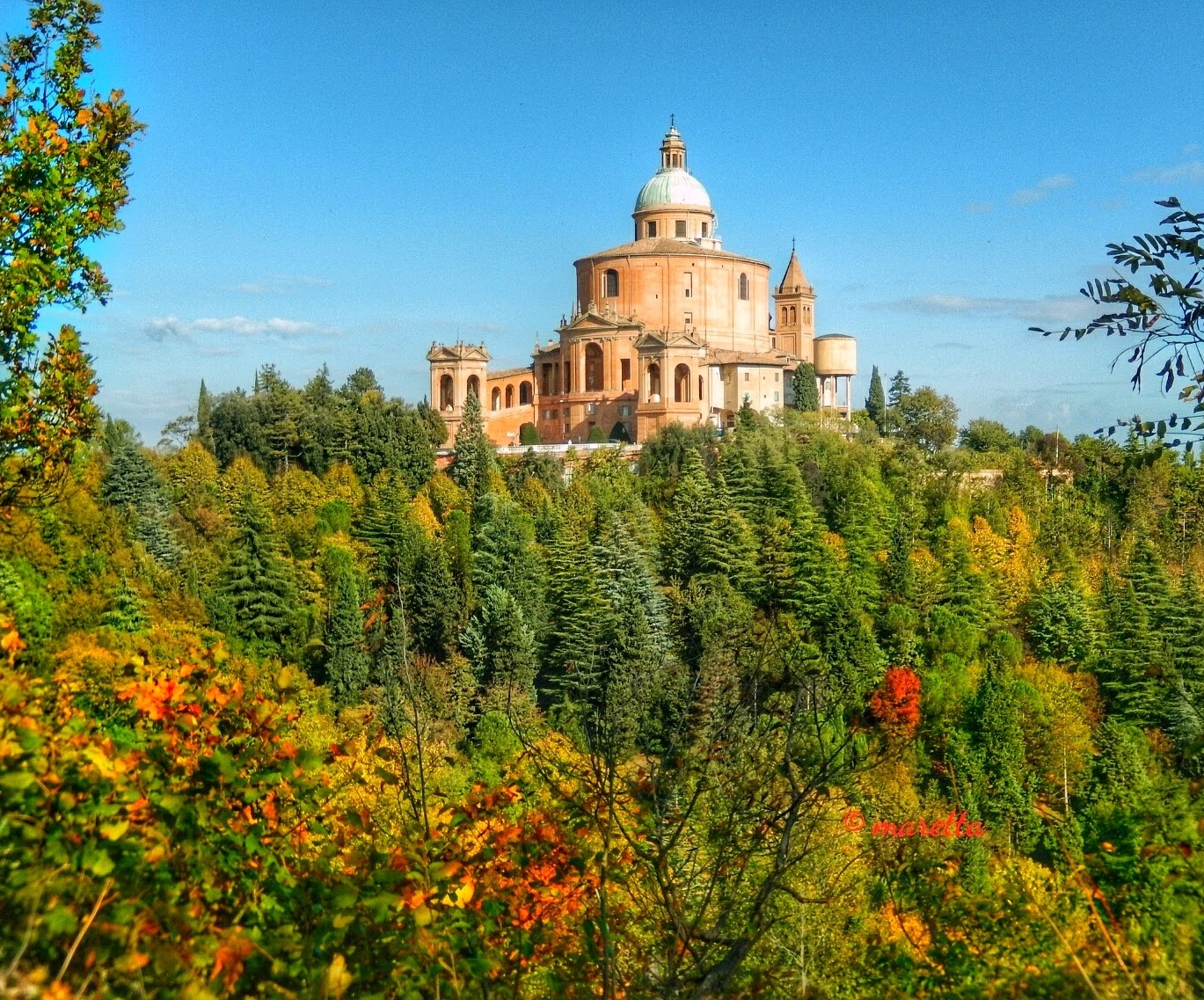
L'extérieur.
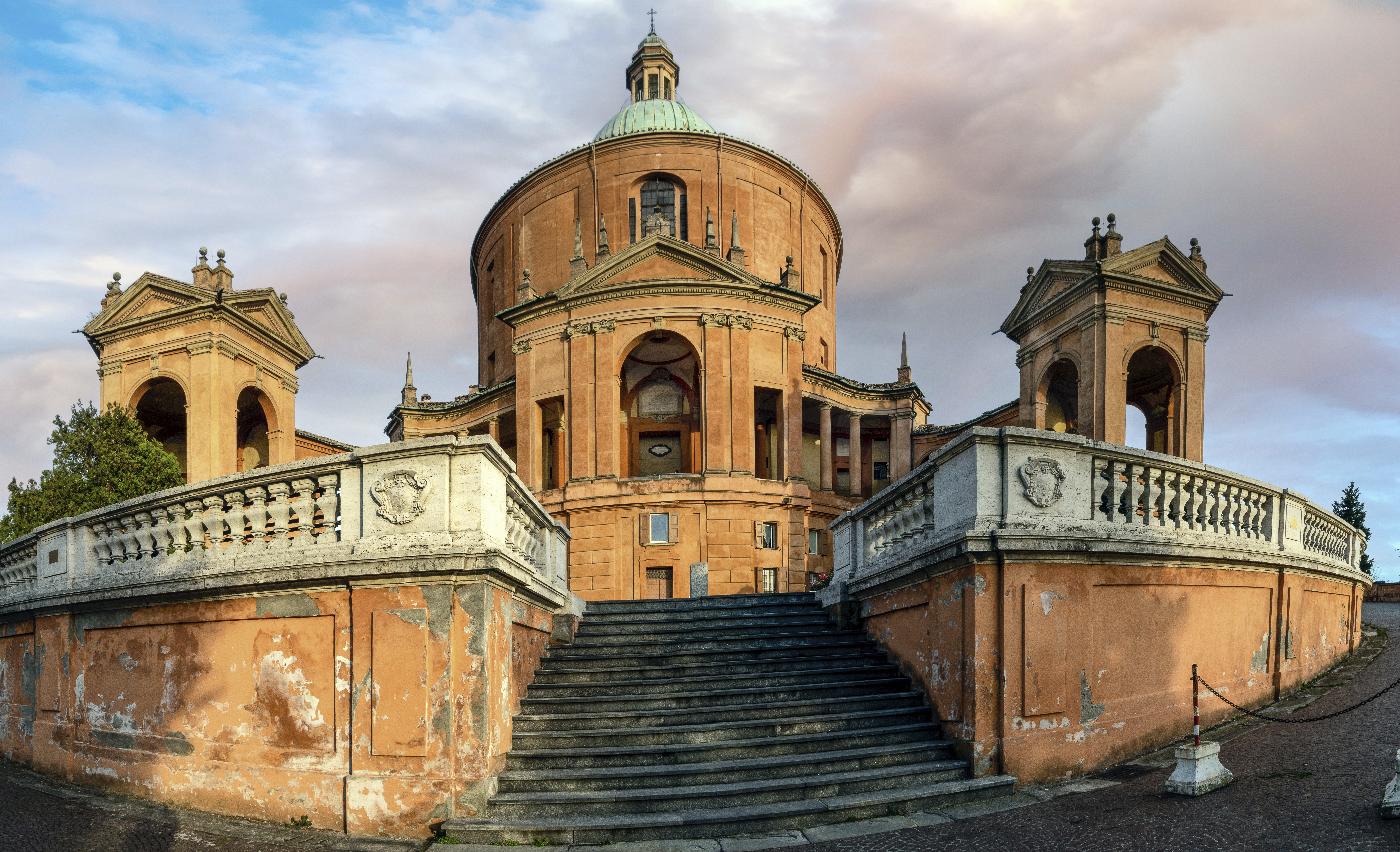
L'entrée.
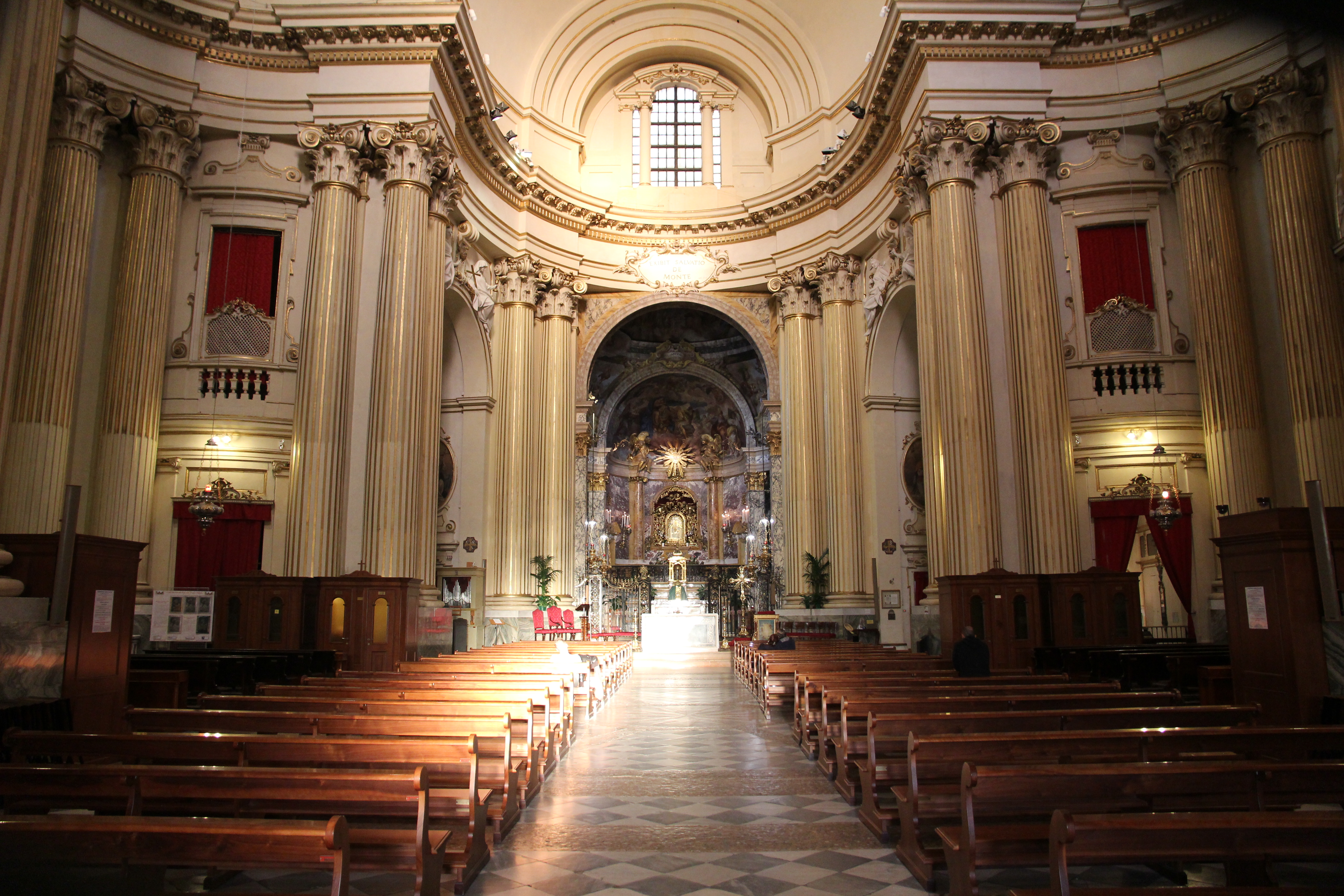
L'intérieur.
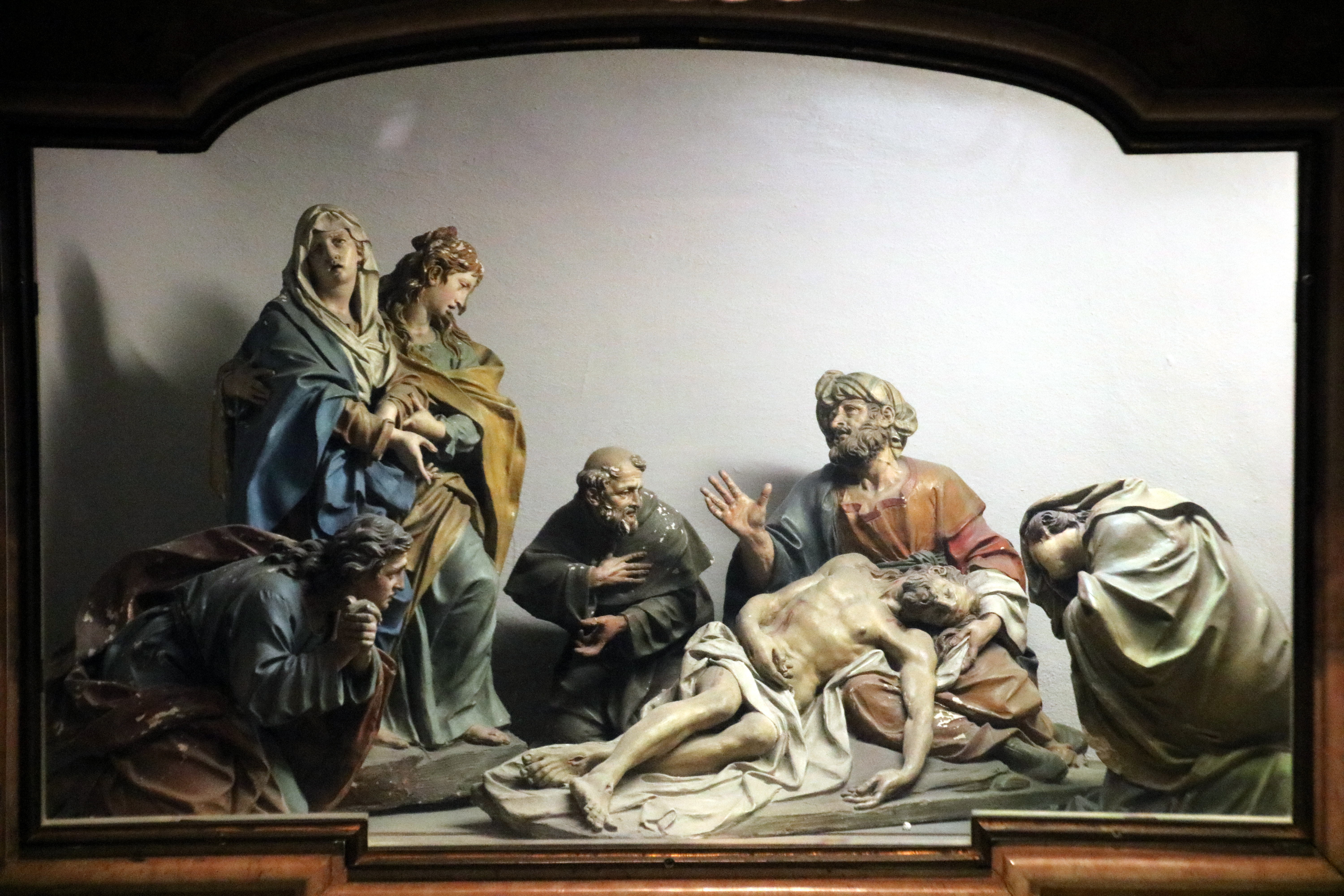
Groupe sculpté Lamentation sur le Christ mort de Gaetano Gandolfi.

## Cyclisme
La côte d'environ deux kilomètres (pente moyenne d'environ 10 %) menant au sanctuaire, longeant partiellement les arches, est grimpée lors du final du Tour d'Émilie. 
Son ascension marque aussi le final de la deuxième étape du tour de France 2024, entre Cesenatico et Bologne.

## Source
- (en) Cet article est partiellement ou en totalité issu de l’article de Wikipédia en anglais intitulé « Sanctuary of the Madonna di San Luca, Bologna » (voir la liste des auteurs).